# حسن‌آباد (مهرستان)
حسن‌آباد روستایی در دهستان ایرافشان بخش آشار شهرستان مهرستان استان سیستان و بلوچستان ایران است.

## جمعیت
بر پایه سرشماری عمومی نفوس و مسکن در سال ۱۳۹۵ این روستا بدون جمعیت بوده‌است.